# Елвіс Мерзлікінс
Елвіс Мерзлікінс (латис. Elvis Merzļikins, 13 квітня 1994 Рига) — латвійський професіональний хокеїст, воротар; грає за «Колумбус Блю-Джекетс» у Національній хокейній лізі. Гравець збірної Латвії.

## Ігрова кар'єра
На юніорському рівні виступав у Швейцарії за місцевий клуб «Лугано». У сезоні 2012-13 провів кілька матчів за команду з Лугано, дебютувавши 28 вересня 2013 року в переможному матчі 2-1, проти «Лозанни».
Був обраний під час драфту НХЛ 2014 року американським клубом «Колумбус Блю-Джекетс». 
У сезоні 2015-16 Елвіс за підсумками кваліфікаційного турніру увійшов до числа найкращих воротарів регулярної першості.
22 червня 2016 року він погодився на трирічний контракт з «Лугано». На Кубку Шпенглера 2016 Мерзлікінс потрапив до команди всіх зірок.
У 2018 здобуває другий приз Жака Планта для найкращого воротаря ліги. Наступний сезон став останнім у формі «Лугано».
20 березня 2019 Елвіс підписав однорічний контракт новачка з клубом НХЛ «Колумбус Блю-Джекетс». 5 жовтня 2019 провів дебютний матч проти «Піттсбург Пінгвінс» в якому його новий клуб зазнав поразки. Згодом його відправили до фарм-клубу, через травму одного з воротарів «синіх жакетів» він повернувся до основного складу і 31 грудня 2019 здобув свою першу перемогу 4–1 в матчі проти «Флорида Пантерс». 11 січня 2020, Мерзлікінс провів першу суху гру в НХЛ 3–0 у грі проти «Вегас Голден Найтс».
23 квітня 2020 року сторони продовжили дію контракту ще на два роки.

## На рівні збірних
Мерзлікінс брав участь у складі молодіжної збірної Латвії на молодіжних чемпіонатах світу 2012 і 2013.
З 2016 року захищає кольори національної збірної Латвії..

## Сім'я
Елвіс народився в сім'ї підприємця В'ячеслава Мерзлікінса і Сандри Ванаги-Матскіної. Батько був фанатом Елвіса Преслі тому сина назвав ім'ям свого кумира. Коли хлопчикові було три роки, безвісти пропав батько. Мати сама ростила двох синів. В Елвіса є старший брат Ренарс. 

## Статистика

### Клубні виступи
| Сезон     | Клуб                   | Ліга      | Регулярний сезон | Регулярний сезон | Регулярний сезон | Регулярний сезон | Регулярний сезон | Регулярний сезон | Регулярний сезон | Регулярний сезон | Регулярний сезон | Плей-оф | Плей-оф | Плей-оф | Плей-оф | Плей-оф | Плей-оф | Плей-оф | Плей-оф |
| Сезон     | Клуб                   | Ліга      | І                | В                | П                | Н/ПО             | Хв               | ПГ               | ІБГ              | ПГГ              | %ВК              | І       | В       | П       | Хв      | ПГ      | ІБГ     | ПГA     | %ВК     |
| --------- | ---------------------- | --------- | ---------------- | ---------------- | ---------------- | ---------------- | ---------------- | ---------------- | ---------------- | ---------------- | ---------------- | ------- | ------- | ------- | ------- | ------- | ------- | ------- | ------- |
| 2011–12   | «Лугано»               | Еліт A    | 8                | —                | —                | —                | —                | —                | —                | 3.52             | —                | 3       | —       | —       | —       | —       | —       | 5.07    | —       |
| 2012–13   | «Лугано»               | Еліт A    | 30               | —                | —                | —                | —                | —                | —                | 2.76             | —                | 4       | —       | —       | —       | —       | —       | 3.84    | —       |
| 2013–14   | «Лугано»               | Еліт A    | 12               | —                | —                | —                | —                | —                | —                | 2.07             | —                | 10      | —       | —       | —       | —       | —       | 1.68    | —       |
| 2013–14   | «Лугано»               | НЛА       | 22               | 11               | 10               | 0                | 1269             | 45               | 1                | 2.13             | .925             | 1       | 0       | 1       | 80      | 1       | 0       | 0.75    | .976    |
| 2014–15   | «Лугано»               | НЛА       | 21               | 11               | 7                | 1                | 1309             | 57               | 1                | 2.61             | .913             | 1       | 0       | 1       | 38      | 2       | 0       | 3.33    | .857    |
| 2015–16   | «Лугано»               | НЛА       | 44               | 23               | 13               | 4                | 2713             | 125              | 1                | 2.76             | .922             | 15      | 9       | 6       | 930     | 36      | 0       | 2.32    | .937    |
| 2016–17   | «Лугано»               | НЛА       | 40               | 19               | 16               | 1                | 2408             | 116              | 3                | 2.89             | .916             | 11      | 5       | 6       | 654     | 25      | 0       | 2.29    | .933    |
| 2017–18   | «Лугано»               | НЛА       | 40               | 19               | 15               | 1                | 2431             | 110              | 4                | 2.72             | .921             | 18      | 11      | 7       | 1104    | 40      | 0       | 2.17    | .935    |
| 2018–19   | «Лугано»               | НЛА       | 43               | 22               | 18               | 0                | 2559             | 104              | 5                | 2.44             | .921             | 4       | 0       | 4       | 273     | 18      | 0       | 3.95    | .872    |
| 2019–20   | «Колумбус Блю-Джекетс» | НХЛ       | 33               | 13               | 9                | 8                | 1816             | 71               | 5                | 2.35             | .923             | 2       | 1       | 1       | 123     | 4       | 0       | 1.96    | .946    |
| 2019–20   | «Клівленд Монстерс»    | АХЛ       | 2                | 1                | 1                | 0                | 119              | 3                | 0                | 1.52             | .949             | —       | —       | —       | —       | —       | —       | —       | —       |
| 2020–21   | «Колумбус Блю-Джекетс» | НХЛ       | 28               | 8                | 12               | 5                | 1497             | 69               | 2                | 2.77             | .916             | —       | —       | —       | —       | —       | —       | —       | —       |
| НЛА разом | НЛА разом              | НЛА разом | 210              | 105              | 79               | 7                | 12,689           | 557              | 15               | 2.63             | .920             | 50      | 25      | 25      | 3,078   | 122     | 0       | 2.38    | .930    |
| НХЛ разом | НХЛ разом              | НХЛ разом | 61               | 21               | 21               | 13               | 3,312            | 140              | 7                | 2.54             | .920             | 2       | 1       | 1       | 123     | 4       | 0       | 1.96    | .946    |

### Збірні
| Рік                | Збірна             | Турнір             | Результат          |    | І  | В  | П | ОТ   | Хв | ПГ | ІБГ   | ПГГ  | %ВК |
| ------------------ | ------------------ | ------------------ | ------------------ | -- | -- | -- | - | ---- | -- | -- | ----- | ---- | --- |
| 2011               | Латвія             | ЮЧС18-D1           | 12-е               | 2  | —  | —  | — | —    | —  | —  | 0.50  | .978 |     |
| 2012               | Латвія             | ЮЧС18              | 9-е                | 4  | 1  | 2  | 0 | —    | 15 | 0  | 4.88  | .885 |     |
| 2012               | Латвія             | МЧС                | 9-е                | 1  | 0  | 1  | 0 | 60   | 14 | 0  | 14.00 | .720 |     |
| 2013               | Латвія             | МЧС                | 10-е               | 3  | 0  | 3  | 0 | 133  | 13 | 0  | 5.85  | .860 |     |
| 2014 Д1            | Латвія             | МЧС-D1             | 13-е               | 3  | 1  | 1  | 0 | 127  | 5  | 1  | 2.36  | .900 |     |
| 2016               | Латвія             | ЧС                 | 13-е               | 5  | 1  | 2  | 2 | 268  | 13 | 0  | 2.91  | .912 |     |
| 2016               | Латвія             | КЗОІ               | Не пройшли         | 2  | 1  | 1  | 0 | 91   | 2  | 0  | 1.32  | .931 |     |
| 2017               | Латвія             | ЧС                 | 10-е               | 6  | 3  | 2  | 1 | 364  | 12 | 1  | 1.98  | .934 |     |
| 2018               | Латвія             | ЧС                 | 8-е                | 7  | 4  | 1  | 1 | 360  | 9  | 2  | 1.50  | .940 |     |
| 2019               | Латвія             | ЧС                 | 10-е               | 5  | 1  | 4  | 0 | 237  | 11 | 0  | 2.78  | .914 |     |
| Національна збірна | Національна збірна | Національна збірна | Національна збірна | 25 | 10 | 10 | 4 | 1320 | 47 | 3  | 2.13  | .922 |     |